# آمونتاس سوم
آمیتاس سوم مقدونی از شاهان مقدونیه و نوه اسکندر اول،از دودمان آرگید است،همچنین او پدر فیلیپ دوم و پدربزرگ اسکندر مقدونی است،بعد از مرگ او پسرش اسکندر دوم به حکومت رسید،همچنین او ۲بار بر مقدونیه سلطنت کرده است.